# Blues in the Night
Blues in the Night é um filme norte-americano de 1941, do gênero drama, dirigido por Anatole Litvak e estrelado por Priscilla Lane e Betty Field.
Um drama sombrio com tintas de filme noir, Blues in the Night é um retrato bastante fiel da vida na estrada das bandas de jazz daquela época, quando elas pulavam de uma cidade para outra diuturnamente e os músicos passavam o tempo colecionando mulheres, algumas boas e outras nem tanto.
A canção título, de Harold Arlen e Johnny Mercer, foi indicada ao Oscar, mas nunca é ouvida por inteiro.

## Sinopse
Neurótico band leader, Jigger Pine, leva sua big band para shows noturnos de cidadezinha em cidadezinha, sempre esperando aquele momento em que o sucesso vai, enfim, bater à porta. Mas isso nunca acontece por causa de seus demônios interiores... Character Powell e Kay Grant são as mulheres, a má e a boazinha, que se metem nas vidas de Jigger e de seu clarinetista Nickie Haroyen.

## Premiações
| Patrocinador                                  | Prêmio | Categoria              | Situação |
| --------------------------------------------- | ------ | ---------------------- | -------- |
| Academia de Artes e Ciências Cinematográficas | Oscar  | Melhor Canção Original | Indicado |

## Elenco
| Ator/Atriz        | Personagem       |
| ----------------- | ---------------- |
| Priscilla Lane    | Character Powell |
| Betty Field       | Kay Grant        |
| Richard Whorf     | Jigger Pine      |
| Lloyd Nolan       | Del Davis        |
| Jack Carson       | Leo Powell       |
| Wally Ford        | Brad Ames        |
| Elia Kazan        | Nickie Haroyen   |
| Pete Whitney      | Pete Bossett     |
| Billy Halop       | Peppi            |
| Howard Da Silva   | Sam Paryas       |
| Joyce Compton     | Blonde           |
| Herbert Heywood   | Guarda-freio     |
| George Lloyd      | Joe              |
| Charles C. Wilson | Barney           |
| Matt McHugh       | Bêbado           |